# Isaac Mizrahi Smeke
Isaac Mizrahi Smeke (* 19. August 1967 in Mexiko-Stadt) ist ein ehemaliger mexikanischer Fußballspieler auf der Position des Torwarts.

## Leben
Mizrahi Smeke begann seine fußballerische Laufbahn beim Club Deportivo Israelita in der auf Amateurbasis betriebenen Liga Española de Fútbol und er ist einer der bekanntesten jüdischen Fußballer in Mexiko. Der von seinem Vater kommende erste Familienname Mizrahi leitet sich ursprünglich von der Bevölkerungsgruppe der Mizrachim ab. Auch der Familienname seiner Mutter ist jüdischer Herkunft und leitet sich wahrscheinlich von der schottischen Variante des englischen Wortes „smoke“ (dt. Rauch bzw. Dampf) ab.
Seinen ersten Profivertrag erhielt Mizrahi beim Querétaro FC. Seine weiteren Stationen als Profi waren Atlante, UNAM Pumas, Atlas Guadalajara und Necaxa.
Nach Beendigung seiner aktiven Laufbahn stieg Mizrahi ins Trainergeschäft ein und wurde 2005 beim CD Cruz Azul erstmals mit der Rolle des Cheftrainers betraut, die er bis 2007 ausübte.
Im September 2007 erhielt Mizrahi seinen nächsten Vertrag als Cheftrainer beim CF Monterrey. Die ursprünglich vereinbarte Laufzeit des Vertrages bis Juni 2008 wurde wegen Erfolglosigkeit nicht eingehalten und der Vertrag bereits Anfang Januar 2008 vorzeitig beendet.